# World Games 2017/Teilnehmer (Tschechien)
| Gelbes Symbol für Goldmedaillen mit stilisierten Olympischen Ringen | Graues Symbol für Silbermedaillen mit stilisierten Olympischen Ringen | Braundes Symbol für Bronzemedaillen mit stilisierten Olympischen Ringen |
| ------------------------------------------------------------------- | --------------------------------------------------------------------- | ----------------------------------------------------------------------- |
| 2                                                                   | 1                                                                     | 4                                                                       |

Tschechien nahm in Breslau an den World Games 2017 teil. Die mongolische Delegation bestand aus 16 Athleten.

## Medaillengewinner

### Gold
| Name | Sportart     | Wettkampf  |
| --- | ------------ | ---------- |
| Jakub Cik Mikuláš Zbořil Pavel Strýček Jakub Bernard Adam Přibyl Lukáš Langer Michal Šimo Daniel Brabec Patrik Šebek Martin Fiala Robin Malý Tomáš Rubeš Marek Loskot David Roupec | Inlinehockey | Mannschaft |
| Adam Sedlmajer | Wasserski    | Slalom     |
| Sandra Mašková | Kickboxen    | K1 56 kg   |

### Silber
| Name          | Sportart         | Wettkampf         |
| ------------- | ---------------- | ----------------- |
| Jakub Jarolím | Flossenschwimmer | 50 m Doppelflosse |

### Bronze
| Name            | Sportart          | Wettkampf          |
| --------------- | ----------------- | ------------------ |
| Martina Macková | Bogenschießen     | Blankbogen         |
| Jakub Jarolím   | Flossenschwimmer  | 100 m Doppelflosse |
| Jakub Klauda    | Muay Thai         | 91 kg              |
| Vojtěch Král    | Orientierungslauf | Mittelstrecke      |

## Teilnehmer nach Sportarten

### Feldbogenschießen
| Athleten            | Wettbewerb   | Qualifikation | Qualifikation | Ausscheidungsrunde | Ausscheidungsrunde | Ausscheidungsrunde | Ausscheidungsrunde | Ausscheidungsrunde | Ausscheidungsrunde | Halbfinale      | Halbfinale    | Finale/Platz 3       | Finale/Platz 3 | Rang          |
| Athleten            | Wettbewerb   | Ringe         | Rang          | Gegner             | Ergebnis           | Gegner             | Ergebnis           | Gegner             | Ergebnis           | Gegner          | Ergebnis      | Gegner               | Ergebnis       | Rang          |
| ------------------- | ------------ | ------------- | ------------- | ------------------ | ------------------ | ------------------ | ------------------ | ------------------ | ------------------ | --------------- | ------------- | -------------------- | -------------- | ------------- |
| Frauen              |              |               |               |                    |                    |                    |                    |                    |                    |                 |               |                      |                |               |
| Martina Macková     | Blankbogen   | 305           | 4             | Chantal Porte      | 78:68              | –                  | –                  | –                  | –                  | Cinzia Noziglia | 39:47         | Platz 3: Tina Gutman | 51:41          | Bronze        |
| Jindřiška Vaněčková | Recurvebogen | 314           | 12            | Zoe Gobbels        | 78:76              | Heather Koehl      | 85:74              | Naomi Folkard      | 78:94              | ausgeschieden   | ausgeschieden | ausgeschieden        | ausgeschieden  | ausgeschieden |

### Flossenschwimmen
| Athleten         | Wettbewerb         | Finale      | Finale | Rang   |
| Athleten         | Wettbewerb         | Zeit        | Rang   | Rang   |
| ---------------- | ------------------ | ----------- | ------ | ------ |
| Frauen           |                    |             |        |        |
| Zuzana Svozilová | 400 m              | 3:20,86 min | 6      | 6      |
| Männer           |                    |             |        |        |
| Jakub Jarolím    | 50 m Doppelflosse  | 19,08 s     | 2      | Silber |
| Jakub Jarolím    | 100 m Doppelflosse | 42,18 s     | 3      | Bronze |

### Indoor-Rudern
| Athleten        | Wettbewerb                   | Zeit       | Rang |
| --------------- | ---------------------------- | ---------- | ---- |
| Frauen          |                              |            |      |
| Pavlína Žižková | 500 m Offene Gewichtsklasse  | 6:52,1 min | 4    |
| Männer          |                              |            |      |
| Václav Zitta    | 500 m Offene Gewichtsklasse  | 1:14,3 min | 4    |
| Petr Ouředníček | 2000 m Offene Gewichtsklasse | 5:56,7 min | 7    |

### Inlinehockey
| Wettbewerb   | Männer |
| ------------ | --- |
| Athleten     | Jakub Cik Mikuláš Zbořil Pavel Strýček Jakub Bernard Adam Přibyl Lukáš Langer Michal Šimo Daniel Brabec Patrik Šebek Martin Fiala Robin Malý Tomáš Rubeš Marek Loskot David Roupec |
| Gruppenphase | Polen 4:1 Kanada 5:2 Vereinigte Staaten 1:3 |
| Halbfinale   | Schweiz 5:2 |
| Finale       | Frankreich 5:1 |
| Platzierung  | Gold |

### Inline-Speedskating

#### Straße
| Athleten     | Wettbewerb            | Qualifikation | Qualifikation | Viertelfinale | Viertelfinale | Halbfinale    | Halbfinale    | Finale        | Finale        | Rang          |
| Athleten     | Wettbewerb            | Zeit          | Rang          | Zeit          | Rang          | Zeit          | Rang          | Zeit/Punkte   | Rang          | Rang          |
| ------------ | --------------------- | ------------- | ------------- | ------------- | ------------- | ------------- | ------------- | ------------- | ------------- | ------------- |
| Frauen       |                       |               |               |               |               |               |               |               |               |               |
| Matěj Pravda | 200 m Zeitfahren      | 18,066 s      | 13            | –             | –             | –             | –             | ausgeschieden | ausgeschieden | ausgeschieden |
| Matěj Pravda | 500 m Sprint          | –             | –             | 45,070 s      | 4             | ausgeschieden | ausgeschieden | ausgeschieden | ausgeschieden | ausgeschieden |
| Matěj Pravda | 10.000 m Punkterennen | –             | –             | –             | –             | –             | –             | ausgeschieden | ausgeschieden | ausgeschieden |

### Kraftdreikampf
| Athleten    | Wettbewerb         | Kniebeugen (kg) | Bankdrücken (kg) | Kreuzheben (kg) | Gesamt (kg) | Punkte | Rang |
| ----------- | ------------------ | --------------- | ---------------- | --------------- | ----------- | ------ | ---- |
| Frauen      |                    |                 |                  |                 |             |        |      |
| David Lupač | Superschwergewicht | 415,0           | 330,0            | 340,0           | 1085,0      | 603,04 | 4    |

### Kickboxen
| Athleten       | Wettbewerb | Viertelfinale | Viertelfinale | Halbfinale       | Halbfinale    | Finale / Platz 3 | Finale / Platz 3 | Rang          |
| Athleten       | Wettbewerb | Gegner        | Ergebnis      | Gegner           | Ergebnis      | Gegner           | Ergebnis         | Rang          |
| -------------- | ---------- | ------------- | ------------- | ---------------- | ------------- | ---------------- | ---------------- | ------------- |
| Frauen         |            |               |               |                  |               |                  |                  |               |
| Sandra Mašková | K1 56 kg   | Amal Whaby    | 2:1           | Malgorzata Dymus | 2:1           | Seda Aygün       | 3:0              | Gold          |
| Männer         |            |               |               |                  |               |                  |                  |               |
| Petr Kareš     | K1 75 kg   | Mateusz Pluta | 0:3           | ausgeschieden    | ausgeschieden | ausgeschieden    | ausgeschieden    | ausgeschieden |

### Luftsport
| Athleten      | Wettbewerb       | Runde 1 | Runde 2 | Runde 3 | Runde 4 | Runde 5 | Runde 6 | Runde 7 | Runde 8 | Runde 9 | Runde 10 | Runde 11 | Runde 12 | Gesamt  | Rang |
| ------------- | ---------------- | ------- | ------- | ------- | ------- | ------- | ------- | ------- | ------- | ------- | -------- | -------- | -------- | ------- | ---- |
| Männer        |                  |         |         |         |         |         |         |         |         |         |          |          |          |         |      |
| Milan Klement | Paramotor Slalom | 8       | 6       | 9       | 11      | 5       | 1       | 4       | 9       | 10      | –        | –        | –        | 63      | 6    |
| Jiří Koudela  | Paramotor Slalom | 10      | 11      | 11      | 13      | 11      | 11      | 11      | 13      | 11      | –        | –        | –        | 102     | 13   |
| Petr Matousek | Paramotor Slalom | 16      | 12      | 15      | 15      | 3       | 11      | 5       | 16      | 16      | –        | –        | –        | 109     | 15   |
| Mixed         |                  |         |         |         |         |         |         |         |         |         |          |          |          |         |      |
| Jiří Blaska   | Swooping         | 28      | 10      | 29      | 19      | 12      | 1       | 27      | 21      | 25      | 29       | 27       | 21       | 266.000 | 27   |
| Mark Rabhani  | Swooping         | 26      | 28      | 31      | 33      | 31      | 13      | 1       | 33      | 10      | 34       | 8        | 25       | 287.000 | 29   |

### Muay Thai
| Athleten     | Wettbewerb | Viertelfinale | Viertelfinale | Halbfinale    | Halbfinale    | Finale/Platz 3        | Finale/Platz 3 | Rang          |
| Athleten     | Wettbewerb | Gegner        | Ergebnis      | Gegner        | Ergebnis      | Gegner                | Ergebnis       | Rang          |
| ------------ | ---------- | ------------- | ------------- | ------------- | ------------- | --------------------- | -------------- | ------------- |
| Männer       |            |               |               |               |               |                       |                |               |
| Jan Holec    | 63,5 kg    | Ahmad Ondash  | 27:30         | ausgeschieden | ausgeschieden | ausgeschieden         | ausgeschieden  | ausgeschieden |
| Jakub Klauda | 91 kg      | Serdar Eroglu | 30:27         | Łukasz Radosz | 28:29         | Platz 3: Jakob Styben | 29:28          | Bronze        |

### Orientierungslauf
| Athleten                                                  | Wettbewerb    | Zeit             | Rang             |
| --------------------------------------------------------- | ------------- | ---------------- | ---------------- |
| Frauen                                                    |               |                  |                  |
| Denisa Kosová                                             | Sprint        | 16:31,70 min     | 30               |
| Tereza Jánošíková                                         | Sprint        | 15:36,00 min     | 16               |
| Denisa Kosová                                             | Mittelstrecke | nicht angetreten | nicht angetreten |
| Tereza Jánošíková                                         | Mittelstrecke | 43:04 min        | 26               |
| Männer                                                    |               |                  |                  |
| Jan Petržela                                              | Sprint        | 15:53,50 min     | 25               |
| Vojtěch Král                                              | Sprint        | 15:19,20 min     | 9                |
| Jan Petržela                                              | Mittelstrecke | 37:58 min        | 17               |
| Vojtěch Král                                              | Mittelstrecke | 35:20 min        | Bronze           |
| Mixed                                                     |               |                  |                  |
| Denisa Kosová Jan Petržela Vojtěch Král Tereza Jánošíková | Staffel       | 1:05:20 h        | 6                |

### Sportklettern
| Athleten    | Wettbewerb    | Qualifikation | Qualifikation | Viertelfinale     | Viertelfinale | Halbfinale    | Halbfinale    | Finale        | Finale        | Rang          |
| Athleten    | Wettbewerb    | Ergebnis      | Rang          | Gegner            | Ergebnis      | Gegner        | Ergebnis      | Gegner        | Ergebnis      | Rang          |
| ----------- | ------------- | ------------- | ------------- | ----------------- | ------------- | ------------- | ------------- | ------------- | ------------- | ------------- |
| Männer      |               |               |               |                   |               |               |               |               |               |               |
| Libor Hroza | Speedklettern | 5,96 s        | 5             | Stanislav Kokorin | 7,94 s : DSQ  | ausgeschieden | ausgeschieden | ausgeschieden | ausgeschieden | ausgeschieden |

### Squash
| Athleten        | 1. Runde         | 1. Runde | Achtelfinale  | Achtelfinale  | Viertelfinale | Viertelfinale | Halbfinale    | Halbfinale    | Finale        | Finale        | Rang          |
| Athleten        | Gegner           | Ergebnis | Gegner        | Ergebnis      | Gegner        | Ergebnis      | Gegner        | Ergebnis      | Gegner        | Ergebnis      | Rang          |
| --------------- | ---------------- | -------- | ------------- | ------------- | ------------- | ------------- | ------------- | ------------- | ------------- | ------------- | ------------- |
| Frauen          |                  |          |               |               |               |               |               |               |               |               |               |
| Zuzana Kubáňová | Misaki Kobayashi | 0:3      | ausgeschieden | ausgeschieden | ausgeschieden | ausgeschieden | ausgeschieden | ausgeschieden | ausgeschieden | ausgeschieden | ausgeschieden |
| Anna Serme      | Rachel Arnold    | 1:3      | ausgeschieden | ausgeschieden | ausgeschieden | ausgeschieden | ausgeschieden | ausgeschieden | ausgeschieden | ausgeschieden | ausgeschieden |
| Männer          |                  |          |               |               |               |               |               |               |               |               |               |
| Jan Koukal      | Joshua Masters   | 3:1      | Max Lee       | 0:3           | ausgeschieden | ausgeschieden | ausgeschieden | ausgeschieden | ausgeschieden | ausgeschieden | ausgeschieden |
| Daniel Mekbib   | Rhys Dowling     | 2:3      | ausgeschieden | ausgeschieden | ausgeschieden | ausgeschieden | ausgeschieden | ausgeschieden | ausgeschieden | ausgeschieden | ausgeschieden |

### Tanzen

#### Standard Tänze
| Athleten                      | 1. Runde | 1. Runde | 1. Runde      | 1. Runde     | 1. Runde  | Redance | Redance | Redance       | Redance      | Redance   | Finale        | Finale        | Finale        | Finale        | Finale        | Rang |
| Athleten                      | Walzer   | Tango    | Wiener Walzer | Slow Foxtrot | Quickstep | Walzer  | Tango   | Wiener Walzer | Slow Foxtrot | Quickstep | Walzer        | Tango         | Wiener Walzer | Slow Foxtrot  | Quickstep     | Rang |
| ----------------------------- | -------- | -------- | ------------- | ------------ | --------- | ------- | ------- | ------------- | ------------ | --------- | ------------- | ------------- | ------------- | ------------- | ------------- | ---- |
| Paar                          |          |          |               |              |           |         |         |               |              |           |               |               |               |               |               |      |
| Klára Zámečníková Michal Drha | 16       | 19       | 13            | 19           | 17        | 8       | 5       | 6             | 9            | 5         | ausgeschieden | ausgeschieden | ausgeschieden | ausgeschieden | ausgeschieden | 17   |

#### Rock ’n’ Roll
| Athleten                     | 1. Runde | 1. Runde | Hoffnungsrunde | Hoffnungsrunde | Halbfinale | Halbfinale | Finale | Finale | Rang |
| Athleten                     | Punkte   | Rang     | Punkte         | Rang           | Punkte     | Rang       | Punkte | Rang   | Rang |
| ---------------------------- | -------- | -------- | -------------- | -------------- | ---------- | ---------- | ------ | ------ | ---- |
| Paar                         |          |          |                |                |            |            |        |        |      |
| Lenka Richtrová Marek Divoký | 69,85    | 6        | 72,37          | 1              | 90,73      | 5          | 89,07  | 6      | 6    |

#### Latein Tänze
| Athleten                   | 1. Runde | 1. Runde    | 1. Runde | 1. Runde   | 1. Runde | Redance | Redance     | Redance | Redance    | Redance | Halbfinale | Halbfinale  | Halbfinale | Halbfinale | Halbfinale | Finale        | Finale        | Finale        | Finale        | Finale        | Rang |
| Athleten                   | Samba    | Cha Cha Cha | Rumba    | Paso Doble | Jive     | Samba   | Cha Cha Cha | Rumba   | Paso Doble | Jive    | Samba      | Cha Cha Cha | Rumba      | Paso Doble | Jive       | Samba         | Cha Cha Cha   | Rumba         | Paso Doble    | Jive          | Rang |
| -------------------------- | -------- | ----------- | -------- | ---------- | -------- | ------- | ----------- | ------- | ---------- | ------- | ---------- | ----------- | ---------- | ---------- | ---------- | ------------- | ------------- | ------------- | ------------- | ------------- | ---- |
| Paar                       |          |             |          |            |          |         |             |         |            |         |            |             |            |            |            |               |               |               |               |               |      |
| Sabina Karásková Tomáš Gál | 12       | 13          | 12       | 12         | 12       | 4       | 4           | 5       | 4          | 2       | 12         | 13          | 14         | 13         | 13         | ausgeschieden | ausgeschieden | ausgeschieden | ausgeschieden | ausgeschieden | 12   |

#### Salsa
| Athleten                      | 1. Runde | 1. Runde | Redance | Redance | Halbfinale | Halbfinale | Finale | Finale | Rang |
| Athleten                      | Punkte   | Rang     | Punkte  | Rang    | Punkte     | Rang       | Punkte | Rang   | Rang |
| ----------------------------- | -------- | -------- | ------- | ------- | ---------- | ---------- | ------ | ------ | ---- |
| Paar                          |          |          |         |         |            |            |        |        |      |
| Tereza Vodičková Jakub Mazůch | 32,00    | 4        | –       | –       | 32,83      | 4          | 33,67  | 4      | 4    |

### Unihockey
| Wettbewerb       | Männer |
| ---------------- | --- |
| Athleten         | Daniel Šebek Jiří Curney Milan Tomášik Radek Valeš Patrik Suchánek Marek Beneš Milan Garčar Patrik Doza Lukáš Veltšmíd Ondřej Němeček Jakub Gruber Matěj Jendrišák Lukas Bauer Radovan Michajlovič |
| Gruppenphase     | Finnland 2:4 (1:1, 1:2, 0:1) Polen 12:1 (6:0, 5:1, 1:0) |
| Halbfinale       | Schweden 2:5 (0:0, 1:3, 1:2) |
| Spiel um Platz 3 | Finnland 0:2 (0:0, 0:1, 0:1) |
| Platzierung      | 4 |

### Wasserski
| Athleten       | Wettbewerb  | Qualifikation | Qualifikation | Finale        | Finale | Rang |
| Athleten       | Wettbewerb  | Ergebnis      | Rang          | Ergebnis      | Rang   | Rang |
| -------------- | ----------- | ------------- | ------------- | ------------- | ------ | ---- |
| Männer         |             |               |               |               |        |      |
| Martin Kolman  | Trickfahren | 9450          | 2             | 4760          | 8      | 8    |
| Adam Sedlmajer | Slalom      | 1,00/58/12,00 | 2             | 3,00/58/10,75 | 1      | Gold |
| Adam Sedlmajer | Sprung      | 59,7 m        | 4             | 59,7 m        | 5      | 5    |